# Ezinne Kalu
Pour les articles homonymes, voir Kalu.
Ezinne Kalu (née le 26 juin 1992) est une joueuse américaine et nigériane de basket-ball.

## Biographie
Après sa formation universitaire aux Lady Tigers de Savannah State de 2010 à 2015 (elle ne dispute que 12 rencontres en 2012-2013 et bénéficie donc d'une année d'éligibilité supplémentaire), elle passe deux saisons dans le championnat portugais d'abord en 2015-2016 au Clube Desportivo Torres Novas (22,7 points, 6,0 rebonds et 5,1 passes décisives) puis à Olivais Coimbra (21,5 points, 4,0 rebonds et 4,3 passes décisives), avant de passer une saison en Hongrie à Vasas Akademia (17,0 points, 3,4 rebonds et 3,9 passes décisives). Engagée par le club allemand de Keltern en novembre 2018, elle doit renoncer à rejoindre First Bank basketball à Maputo au Mozambique pour disputer la Coupe d'Afrique féminine des clubs champions.
Qualifiée pour la finale du championnat allemand avec Keltern (13,6 points et 2,5 passes décisives), elle signe pour 2019-2020 avec le club français de Landerneau Bretagne Basket. Après une excellente saison (15,7 points, 3,4 rebonds, 3,2 passes décisives et 4,8 fautes provoquées pour 15,8 d'évaluation) marquée par une qualification européenne, elle s'engage pour une deuxième saison en Bretagne.

## Équipe nationale
Elle fait ses débuts sous le maillot nigérian en 2011 avec les U19. Elle est membre de l'équipe du Nigeria féminine de basket-ball depuis le tournoi de qualification olympique de 2016 disputé à Nantes (8,5 points, 3,0 passes décisives et 1,0 interception).
Elle est membre de l'équipe qui remporte Championnat d’Afrique de basket-ball féminin 2017 (11,6 points à 49% de réussite aux tirs, 2,6 rebonds, 3.0 passes décisives et 2,4 interceptions,.
Elle dispute la Coupe du monde féminine de basket-ball 2018 en Espagne (10,6 points à 31,6 % de réussite aux tirs, 3,0 rebonds, 4.1 passes décisives et 2,4 interceptions, où le Nigeria se classe huitième. Le Nigéria atteint les quarts de finale de la coupe du monde après avoir battu consécutivement la Turquie, l'Argentine et la Grèce avant de chuter contre les États-Unis, devenant la première équipe africaine à atteindre un tel niveau. Elle dresse un bilan très positif de la compétition et fixe les prochains objectifs : « Je pense que nous avons très bien réussi. Nous avons terminé la phase de groupe y compris le match des barrages avec un bilan de 3-1, ce qui était incroyable. Finir 8ème au total sur 16 équipes en dit long parce que je sais que les gens ne s'attendaient pas à ce que nous allions aussi loin dans la compétition. (...)Le prochain objectif des D’Tigress est de remporter l'AfroBasket l'été prochain pour la deuxième fois consécutive ».
Elle est membre de l'équipe qui est engagée pour le championnat d'Afrique féminin de basket-ball 2019 ; elle remporte le tournoi à l'issue duquel elle est nommée meilleure joueuse. Elle dispute ensuite les Jeux olympiques d'été de 2020.
Elle dispute aussi le  championnat d'Afrique féminin de basket-ball 2021, remportant la médaille d'or et intégrant le meilleur cinq de la compétition.

## Palmarès

### En club
- Championne du Portugal 2017[1]
- Finaliste du championnat d'Allemagne 2019

### En équipe nationale
- Médaille d'or au championnat d'Afrique 2017[1]
- Médaille d'or au championnat d'Afrique 2019[11].
- Médaille d'or au championnat d'Afrique 2021[12]

## Distinctions personnelles
- Troisième cinq de la MEAC (2014[1])
- Meilleur cinq de la MEAC (2015[1])
- Son numéro 23 à Science Park High School est retiré le 21 décembre 2017[10].
- Meilleure joueuse du Championnat d'Afrique 2019[13]
- Meilleur cinq du championnat d'Afrique 2021[12]
- Second cinq des Jeux olympiques de 2024[14]